# Cerynea punctilinealis
Cerynea punctilinealis är en fjärilsart som beskrevs av Walker 1865. Cerynea punctilinealis ingår i släktet Cerynea och familjen nattflyn. Inga underarter finns listade i Catalogue of Life.